# Moridunum
Moridunum ou Moridunum Demetarum est une cité romaine de la province de Bretagne. Chef-lieu de la civitas des Demetae, elle correspond à l'actuelle ville de Carmarthen, dans le sud-ouest du pays de Galles,  à environ 35 km au nord-ouest de Swansea et à 19 km au nord-ouest de Llanelli, la plus grande ville du comté du Carmarthenshire. Avec Venta Silurum (Caerwent), elle est l'une des deux seules cités romaines connues sur le territoire gallois. 

## Toponymie
Elle est mentionnée comme Moridounon dans la Géographie de Ptolémée et Muridunum dans l'Itinéraire d'Antonin . Son nom, d'origine brittonique, désigne un fort (*duno) situé près de la mer (*mor). Il est à l'origine de celui de la ville moderne de Carmarthen, qui résulte de la déformation progressive du nom brittonique de la ville en y ajoutant le préfixe gallois caer désignant lui aussi un fort.

## Histoire
La conquête romaine de la Grande-Bretagne, si elle connaît ses premières échauffourées lors de la guerre des Gaules, commence réellement un siècle plus tard, en 43, sous le règne de Claude. Les légions romaines mettent néanmoins plusieurs décennies à soumettre l'actuel pays de Galles, avec pas moins de treize campagnes dans la région entre 48 et 79. Certains peuples opposent une résistance particulièrement farouche aux armées romaines, à l'instar des Silures dans le sud-est. Leurs voisins au sud-ouest, les Demetae, semblent à l'inverse avoir opposé moins de résistance,.
Les Romains établissent un fort à Moridunum vers 75. Il se trouve à un endroit stratégique, près d'un gué sur l'estuaire de la Towy. Un vicus se développe rapidement à proximité du fort. Ce dernier est abandonné vers 120 et sa garnison redéployée sur le mur d'Hadrien ; seule demeure alors l'implantation civile sur le site. Le vicus de Moridunum acquiert probablement le statut de cité au même moment. Bien qu'aucune inscription d'époque ne mentionne explicitement la civitas des Demetae, la taille de la ville (environ 13 ha) et le luxe des demeures urbaines et rurales retrouvées dans les environs incitent les historiens à considérer que Moridunum a bel et bien eu ce statut.
La fin de la présence romaine à Moridunum est mal documentée. Les pièces de monnaie les plus tardives retrouvées sur le site sont au nom de l'empereur Honorius, qui règne de 395 à 423.

## Fouilles archéologiques
Le site de Moridunum est longtemps considéré comme un simple fort romain. Ce n'est que dans la seconde moitié du XXe siècle que l'existence d'une ville romaine à Carmarthen est reconnue, grâce aux fouilles menées à partir de 1968 par l'archéologue gallois Barri Jones (en). La présence de constructions modernes sur les lieux complique les fouilles, comme il est souvent de mise en contexte urbain ; il en résulte que la ville n'est connue que par un faible nombre de bâtiments publics. Le plus remarquable est le vaste amphithéâtre situé à 200 mètres à l'extérieur de l'enceinte romaine, qui mesure pas moins de 91 mètres de long sur 67 de large,.